# Кристал Бич (Њујорк)
Кристал Бич (енгл. Crystal Beach) насељено је место без административног статуса у америчкој савезној држави Њујорк.

## Демографија
По попису из 2010. године број становника је 644.
| Група             | 2000.    | 2010.       |
| Белци             | 0 (0,0%) | 604 (93,8%) |
| Афроамериканци    | 0 (0,0%) | 8 (1,2%)    |
| Азијати           | 0 (0,0%) | 5 (0,8%)    |
| Хиспаноамериканци | 0 (0,0%) | 28 (4,3%)   |
| Укупно            | 0        | 644         |